# Speaking in Tongues
| 전문가 평가                   | 전문가 평가 |
| 평가 점수                     | 평가 점수   |
| 출처                          | 점수        |
| ----------------------------- | ----------- |
| AllMusic                      | [ 2 ]       |
| Chicago Tribune               | [ 3 ]       |
| Encyclopedia of Popular Music | [ 4 ]       |
| Pitchfork                     | 8.5/10      |
| Rolling Stone                 | [ 1 ]       |
| The Rolling Stone Album Guide | [ 6 ]       |
| Smash Hits                    | 9/10        |
| Spin Alternative Record Guide | 7/10        |
| The Village Voice             | A−          |

《Speaking in Tongs》는 1983년 6월 1일에 발매된 미국의 록 밴드 토킹 헤즈의 다섯 번째 스튜디오 음반이다. 프로듀서 브라이언 이노와 결별하고 멤버 개개인이 사이드 프로젝트를 추진할 수 있는 짧은 공백기를 거친 후 1982년부터 녹화가 시작되었다. 이 음반은 밴드의 상업적인 돌파구가 되었고 밴드의 유일한 미국 톱 10 히트곡인 〈Burning Down the House〉를 프로듀싱했다.
이 음반의 투어는 조나단 드미의 1984년 영화 《스탑 메이킹 센스》에 기록되었으며, 이 영화는 동명의 라이브 음반을 만들었다. 이 음반은 댄스 차트에도 넘어가 6주 동안 2위를 기록했다. 이 음반은 미국 빌보드 200에서 15위를 정점으로 가장 높은 순위를 기록한 음반이다. 이 음반은 1983년 플래티넘 인증을 받은 캐나다에서 가장 많이 팔린 음반이기도 하다.

## 삽화
데이비드 번은 음반의 일반 발매를 위한 커버를 디자인했다. 아티스트 로버트 라우션버그는 한정판 LP 버전으로 그래미 어워드를 수상했다. 이 음반은 투명한 플라스틱 포장에 선명한 바이닐 디스크를 넣었고, 세 가지 다른 색상으로 유사한 콜라주를 인쇄한 선명한 플라스틱 디스크를 넣었다.

## 발매
이 음반의 오리지널 카세트 및 이후 CD 복사본에는 〈Making Flippy Floppy〉, 〈Girlfriend Is Better〉, 〈Slippery People〉, 〈I Get Wild/Wild Gravity〉, 〈Moon Rocks〉의 "확장 버전"이 있다. 이 음반은 2006년 2월에 리마스터드된 듀얼디스크로 재발매되었다. 오리지널 카세트에 있는 곡의 확장 버전을 포함하고 있으며, 두 개의 추가 트랙(〈Two Note Swivel〉과 〈Burning Down the House〉의 얼터너티브 믹스)을 포함하고 있다. DVD-A 측면은 스테레오와 5.1 서라운드 고해상도(96kHz/24bit) 혼합물을 비롯하여 돌비 디지털 5.1 버전, 서라운드 사운드의 가능성을 실험하는 것에 중점을 둔 새로운 〈Burning Down the House〉의 얼터너티브 버전, 그리고 〈Burning Down the House〉와 〈This Must Be the Place〉를 위한 비디오를 포함하고 있다(비디오는 2채널 돌비 디지털에만 해당). 유럽에서는 싱글 듀얼디스크가 아닌 CD+DVDA 2디스크 세트로 출시되었다. 이 재발행물은 토킹 헤즈와 함께 앤디 삭스에 의해 제작되었다.
번은 음반의 제목에 대한 부분적인 설명으로 "저는 원래 말도 안 되는 노래를 불렀고, 어, 그 노래에 어울리는 단어를 만들었습니다. 잘 됐어요."
2021년, 라이노 엔터테인먼트는 하늘색 바이닐에 담긴 음반을 다시 발매했다.

## 곡 목록
모든 곡들은 데이비드 번, 크리스 프란츠, 제리 해리슨 그리고 티나 와이머스에 의해 작사/작곡하였다.
| #  | 제목                        | 재생 시간 |
| -- | --------------------------- | --------- |
| 1. | 〈Burning Down the House〉  | 4:01      |
| 2. | 〈Making Flippy Floppy〉    | 4:34      |
| 3. | 〈Girlfriend Is Better〉    | 4:22      |
| 4. | 〈Slippery People〉         | 3:31      |
| 5. | 〈I Get Wild/Wild Gravity〉 | 4:07      |

| #  | 제목                                      | 재생 시간 |
| -- | ----------------------------------------- | --------- |
| 6. | 〈Swamp〉                                 | 5:12      |
| 7. | 〈Moon Rocks〉                            | 5:03      |
| 8. | 〈Pull Up the Roots〉                     | 5:08      |
| 9. | 〈This Must Be the Place (Naive Melody)〉 | 4:53      |

## 인증
| 국가                                                                                         | 인증        | 판매량/출하량 |
| -------------------------------------------------------------------------------------------- | ----------- | ------------- |
| 캐나다 (뮤직 캐나다)                                                                         | 플래티넘    | 100,000^      |
| 프랑스                                                                                       | —           | 150,100*      |
| 뉴질랜드 (RMNZ)                                                                              | 플래티넘    | 15,000^       |
| 영국 (BPI)                                                                                   | 실버        | 60,000        |
| 미국 (RIAA)                                                                                  | 2× 플래티넘 | 2,000,000^    |
| *판매량을 기반으로 한 인증 · ^출하량을 기반으로 한 인증 · 판매량+스트리밍을 기반으로 한 인증 |             |               |